# 長谷川昌泳
長谷川 昌泳（はせがわ しょうえい、1982年11月26日 - ）は、大阪府出身の元日本代表アメリカンフットボール選手である。当時としては大型ワイドレシーバー(183cm、85kg)であった。現役時代の背番号は7番。

## 来歴
大阪産業大学附属高等学校でアメフトを始める。高校時代に二度、大学時代に三度、社会人時代に二度の日本一を経験。
立命館大学パンサーズではエースレシーバーとして活躍し、関西学生リーグベストイレブン、パスレシーブ獲得ヤード第1位を獲得。卒業後の2006年はNFLヨーロッパでプレー。ライン・ファイヤーからアムステルダム・アドミラルズに移籍。
2006年、松下電工インパルス（現パナソニック インパルス）に入団。高校、大学の先輩である高田鉄男とのコンビを復活させ西地区新人賞に選ばれる。
2007年、W杯に日本代表として出場し大会ベストイレブンに選出される。その後、高校、大学の同級生である木下典明とともにNFLを目指した。
2011年、4月のNFLエリート・プロフットボール・コンバインに参加している。その後、再びW杯に日本代表の副将として出場するも開幕戦で大怪我を負い、１年間のリハビリ経験。
2012年、競技復帰を果たすも現役引退し、現パナソニック株式会社を退社。
2013年、日本大学フェニックスコーチ就任。
2017年、日本大学フェニックスオフェンスコーディネーターとして、27年ぶりの甲子園ボウル制覇（学生日本一）に貢献。
2018年5月29日、日本大学フェニックスのコーチを辞任。
2019年、オービックシーガルズのオフェンスコーチに就任。
2020年、母校である立命館大学パンサーズにオフェンスコーチとして復帰。
2023年、立命館大学パンサーズのオフェンスコーディネーター就任。